# Koenigsegg CCR
La Koenigsegg CCR è un'autovettura sportiva prodotta dalla casa automobilistica svedese Koenigsegg dal 2004 al 2006.
La casa madre ne ha dichiarato la fabbricazione di soli 14 esemplari prima che la CCR venisse sostituita in catalogo, nel 2006, dalla Koenigsegg CCX.

## Il contesto
La Koenigsegg CCR, terzo modello costruito dall'azienda svedese dopo la CC8S e la CC, è stata presentata nel marzo 2004 al Salone dell'automobile di Ginevra.

## Prestazioni
Stando alle statistiche fornite dalla stessa Koenigsegg, la CCR avrebbe un'accelerazione con partenza da fermo in grado di passare da 0 a 100 km/h in 3,2 secondi, con una velocità massima dichiarata di 395 km/h, grazie a un motore V8 di cilindrata 4.700 cm³ dotato di sovralimentazione, in grado di erogare 806 CV di potenza e 920 Nm di coppia.
La CCR è conosciuta tra gli appassionati dei record per aver stabilito il record di velocità come auto più veloce tra quelle in produzione, avendo raggiunto i 388 km/h il 28 febbraio 2005 sulla pista di Nardò, detronizzando in quel momento la McLaren F1 che, con 372 km/h, deteneva quel record da quasi 12 anni. In questa particolare classifica è stata poi superata nello stesso anno dalla Bugatti Veyron (408 km/h), nel 2007 dalla SSC Aero Ultimate Aero TT (412 km/h) e nel 2010 dalla Bugatti Veyron Super Sport (431 km/h); successivamente, nel 2017, il record è tornato alla Koenigsegg, con il modello Agera RS, che ha raggiunto i 447 km/h.